# Draft NFL 2009
Il Draft NFL 2009 si è tenuto il 25 e il 26 aprile 2009.
L'ordine del draft è costituito semplicemente invertendo l'ordine di come si è conclusa la stagione regolare 2008, quindi dalla squadra che aveva ottenuto meno vittorie a quella con più vittorie; tranne per le ultime due scelte (31ª e 32ª) che sono state assegnate rispettivamente alla perdente e alla vincente del Super Bowl XLIII.
In caso di parità di vittorie si è tenuto conto come prima cosa della difficoltà del calendario che le squadre con lo stesso numero di vittorie hanno dovuto affrontare. In caso di ulteriore parità si è tenuto conto del numero delle vittorie raggiunte all'interno della propria division o conference. In caso di ulteriore parità, la decisione è stata presa con il lancio della monetina.

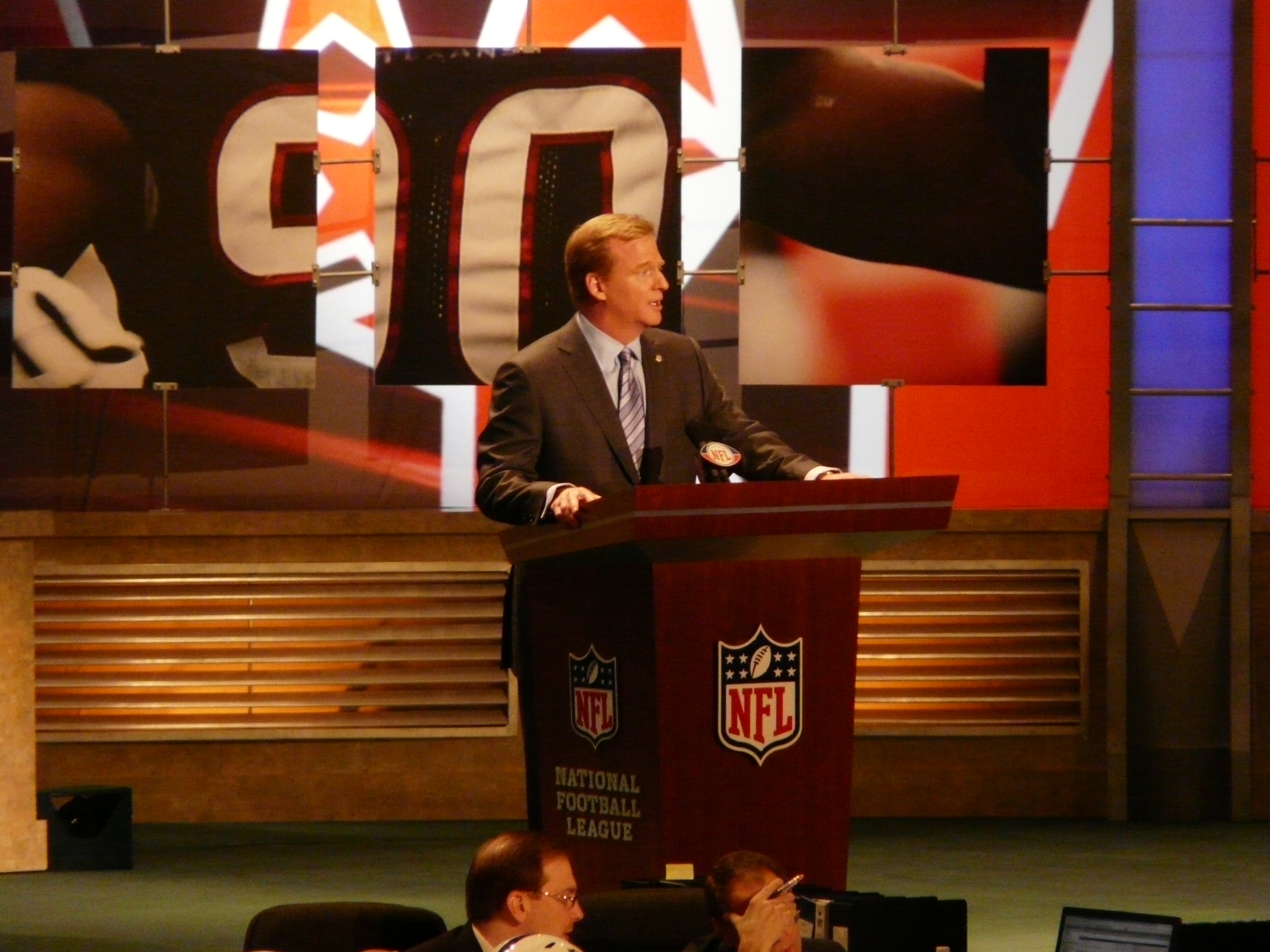
Il commissioner Roger Goodell durante l'annuncio di una scelta nel Draft 2009.

## Scelte
| † | = Pro Bowler |

| Giro | Scelta | Squadra              | Giocatore              | Ruolo | College                 | Conference |
| ---- | ------ | -------------------- | ---------------------- | ----- | ----------------------- | ---------- |
| 1    | 1      | Detroit Lions        | Matthew Stafford†      | QB    | Georgia                 | SEC        |
| 1    | 2      | St. Louis Rams       | Jason Smith            | OT    | Baylor                  | Big 12     |
| 1    | 3      | Kansas City Chiefs   | Tyson Jackson          | DE    | LSU                     | SEC        |
| 1    | 4      | Seattle Seahawks     | Aaron Curry            | LB    | Wake Forest             | ACC        |
| 1    | 5      | New York Jets        | Mark Sanchez           | QB    | USC                     | Pac-10     |
| 1    | 6      | Cincinnati Bengals   | Andre Smith            | OT    | Alabama                 | SEC        |
| 1    | 7      | Oakland Raiders      | Darrius Heyward-Bey    | WR    | Maryland                | ACC        |
| 1    | 8      | Jacksonville Jaguars | Eugene Monroe          | OT    | Virginia                | ACC        |
| 1    | 9      | Green Bay Packers    | B.J. Raji†             | DT    | Boston College          | ACC        |
| 1    | 10     | San Francisco 49ers  | Michael Crabtree       | WR    | Texas Tech              | Big 12     |
| 1    | 11     | Buffalo Bills        | Aaron Maybin           | DE    | Penn State              | Big Ten    |
| 1    | 12     | Denver Broncos       | Knowshon Moreno        | RB    | Georgia                 | SEC        |
| 1    | 13     | Washington Redskins  | Brian Orakpo †         | DE    | Texas                   | Big 12     |
| 1    | 14     | New Orleans Saints   | Malcolm Jenkins        | CB    | Ohio State              | Big Ten    |
| 1    | 15     | Houston Texans       | Brian Cushing†         | LB    | USC                     | Pac-10     |
| 1    | 16     | San Diego Chargers   | Larry English          | DE    | Northern Illinois       | MAC        |
| 1    | 17     | Tampa Bay Buccaneers | Josh Freeman           | QB    | Kansas State            | Big 12     |
| 1    | 18     | Denver Broncos       | Robert Ayers           | DE    | Tennessee               | SEC        |
| 1    | 19     | Philadelphia Eagles  | Jeremy Maclin†         | WR    | Missouri                | Big 12     |
| 1    | 20     | Detroit Lions        | Brandon Pettigrew      | TE    | Oklahoma State          | Big 12     |
| 1    | 21     | Cleveland Browns     | Alex Mack†             | C     | California              | Pac-10     |
| 1    | 22     | Minnesota Vikings    | Percy Harvin†          | WR    | Florida                 | SEC        |
| 1    | 23     | Baltimore Ravens     | Michael Oher           | OT    | Ole Miss                | SEC        |
| 1    | 24     | Atlanta Falcons      | Peria Jerry            | DT    | Ole Miss                | SEC        |
| 1    | 25     | Miami Dolphins       | Vontae Davis           | CB    | Illinois                | Big Ten    |
| 1    | 26     | Green Bay Packers    | Clay Matthews†         | LB    | USC                     | Pac-10     |
| 1    | 27     | Indianapolis Colts   | Donald Brown           | RB    | Connecticut             | Big East   |
| 1    | 28     | Buffalo Bills        | Eric Wood              | C     | Louisville              | Big East   |
| 1    | 29     | New York Giants      | Hakeem Nicks           | WR    | North Carolina          | ACC        |
| 1    | 30     | Tennessee Titans     | Kenny Britt            | WR    | Rutgers                 | Big East   |
| 1    | 31     | Arizona Cardinals    | Chris "Beanie" Wells   | RB    | Ohio State              | Big Ten    |
| 1    | 32     | Pittsburgh Steelers  | Ziggy Hood             | DT    | Missouri                | Big 12     |
| 2    | 33     | Detroit Lions        | Louis Delmas           | S     | Western Michigan        | MAC        |
| 2    | 34     | New England Patriots | Patrick Chung          | S     | Oregon                  | Pac-10     |
| 2    | 35     | St. Louis Rams       | James Laurinaitis      | LB    | Ohio State              | Big Ten    |
| 2    | 36     | Cleveland Browns     | Brian Robiskie         | WR    | Ohio State              | Big Ten    |
| 2    | 37     | Denver Broncos       | Alphonso Smith         | CB    | Wake Forest             | ACC        |
| 2    | 38     | Cincinnati Bengals   | Rey Maualuga           | LB    | USC                     | Pac-10     |
| 2    | 39     | Jacksonville Jaguars | Eben Britton           | OT    | Arizona                 | Pac-10     |
| 2    | 40     | New England Patriots | Ron Brace              | DT    | Boston College          | ACC        |
| 2    | 41     | New England Patriots | Darius Butler          | CB    | Connecticut             | Big East   |
| 2    | 42     | Buffalo Bills        | Jairus Byrd†           | S     | Oregon                  | Pac-10     |
| 2    | 43     | Carolina Panthers    | Everette Brown         | DE    | Florida State           | ACC        |
| 2    | 44     | Miami Dolphins       | Pat White              | QB    | West Virginia           | Big East   |
| 2    | 45     | New York Giants      | Clint Sintim           | LB    | Virginia                | ACC        |
| 2    | 46     | Houston Texans       | Connor Barwin          | DE    | Cincinnati              | Big East   |
| 2    | 47     | Oakland Raiders      | Michael Mitchell       | S     | Ohio                    | MAC        |
| 2    | 48     | Denver Broncos       | Darcel McBath          | S     | Texas Tech              | Big 12     |
| 2    | 49     | Seattle Seahawks     | Max Unger†             | C     | Oregon                  | Pac-10     |
| 2    | 50     | Cleveland Browns     | Mohamed Massaquoi      | WR    | Georgia                 | SEC        |
| 2    | 51     | Buffalo Bills        | Andy Levitre           | G     | Oregon State            | Pac-10     |
| 2    | 52     | Cleveland Browns     | David Veikune          | DE    | Hawaiʻi                 | WAC        |
| 2    | 53     | Philadelphia Eagles  | LeSean McCoy†          | RB    | Pittsburgh              | Big East   |
| 2    | 54     | Minnesota Vikings    | Phil Loadholt          | OT    | Oklahoma                | Big 12     |
| 2    | 55     | Atlanta Falcons      | William Moore†         | S     | Missouri                | Big 12     |
| 2    | 56     | Indianapolis Colts   | Fili Moala             | DT    | USC                     | Pac-10     |
| 2    | 57     | Baltimore Ravens     | Paul Kruger            | DE    | Utah                    | MWC        |
| 2    | 58     | New England Patriots | Sebastian Vollmer      | OT    | Houston                 | C-USA      |
| 2    | 59     | Carolina Panthers    | Sherrod Martin         | CB    | Troy                    | Sun Belt   |
| 2    | 60     | New York Giants      | William Beatty         | OT    | Connecticut             | Big East   |
| 2    | 61     | Miami Dolphins       | Sean Smith             | CB    | Utah                    | MWC        |
| 2    | 62     | Tennessee Titans     | Sen'Derrick Marks      | DT    | Auburn                  | SEC        |
| 2    | 63     | Arizona Cardinals    | Cody Brown             | DE    | Connecticut             | Big East   |
| 2    | 64     | Denver Broncos       | Richard Quinn          | TE    | North Carolina          | ACC        |
| 3    | 65     | New York Jets        | Shonn Greene           | RB    | Iowa                    | Big Ten    |
| 3    | 66     | St. Louis Rams       | Bradley Fletcher       | CB    | Iowa                    | Big Ten    |
| 3    | 67     | Kansas City Chiefs   | Alex Magee             | DT    | Purdue                  | Big Ten    |
| 3    | 68     | Chicago Bears        | Jarron Gilbert         | DT    | San Jose State          | WAC        |
| 3    | 69     | Dallas Cowboys       | Jason Williams         | LB    | Western Illinois        | MVFC       |
| 3    | 70     | Cincinnati Bengals   | Michael Johnson        | DE    | Georgia Tech            | ACC        |
| 3    | 71     | Oakland Raiders      | Matt Shaughnessy       | DE    | Wisconsin               | Big Ten    |
| 3    | 72     | Jacksonville Jaguars | Terrance Knighton      | DT    | Temple                  | MAC        |
| 3    | 73     | Jacksonville Jaguars | Derek Cox              | CB    | William & Mary          | CAA        |
| 3    | 74     | San Francisco 49ers  | Glen Coffee            | RB    | Alabama                 | SEC        |
| 3    | 75     | Dallas Cowboys       | Robert Brewster        | OT    | Ball State              | MAC        |
| 3    | 76     | Detroit Lions        | DeAndre Levy           | LB    | Wisconsin               | Big Ten    |
| 3    | 77     | Houston Texans       | Antoine Caldwell       | C     | Alabama                 | SEC        |
| 3    | 78     | San Diego Chargers   | Louis Vasquez†         | G     | Texas Tech              | Big 12     |
| 3    | 79     | Pittsburgh Steelers  | Kraig Urbik            | G     | Wisconsin               | Big Ten    |
| 3    | 80     | Washington Redskins  | Kevin Barnes           | CB    | Maryland                | ACC        |
| 3    | 81     | Tampa Bay Buccaneers | Roy Miller             | DT    | Texas                   | Big 12     |
| 3    | 82     | Detroit Lions        | Derrick Williams       | WR    | Penn State              | Big Ten    |
| 3    | 83     | New England Patriots | Brandon Tate           | WR    | North Carolina          | ACC        |
| 3    | 84     | Pittsburgh Steelers  | Mike Wallace†          | WR    | Ole Miss                | SEC        |
| 3    | 85     | New York Giants      | Ramses Barden          | WR    | Cal Poly                | Great West |
| 3    | 86     | Minnesota Vikings    | Asher Allen            | CB    | Georgia                 | SEC        |
| 3    | 87     | Miami Dolphins       | Patrick Turner         | WR    | USC                     | Pac-10     |
| 3    | 88     | Baltimore Ravens     | Lardarius Webb         | CB    | Nicholls State          | Southland  |
| 3    | 89     | Tennessee Titans     | Jared Cook             | TE    | South Carolina          | SEC        |
| 3    | 90     | Atlanta Falcons      | Christopher Owens      | CB    | San Jose State          | WAC        |
| 3    | 91     | Seattle Seahawks     | Deon Butler            | WR    | Penn State              | Big Ten    |
| 3    | 92     | Indianapolis Colts   | Jerraud Powers         | CB    | Auburn                  | SEC        |
| 3    | 93     | Carolina Panthers    | Corvey Irvin           | DT    | Georgia                 | SEC        |
| 3    | 94     | Tennessee Titans     | Ryan Mouton            | CB    | Hawaiʻi                 | WAC        |
| 3    | 95     | Arizona Cardinals    | Rashad Johnson         | S     | Alabama                 | SEC        |
| 3    | 96     | Pittsburgh Steelers  | Keenan Lewis           | CB    | Oregon State            | Pac-10     |
| 3*   | 97     | New England Patriots | Tyrone McKenzie        | LB    | South Florida           | Big East   |
| 3*   | 98     | Cincinnati Bengals   | Chase Coffman          | TE    | Missouri                | Big 12     |
| 3*   | 99     | Chicago Bears        | Juaquin Iglesias       | WR    | Oklahoma                | Big 12     |
| 3*   | 100    | New York Giants      | Travis Beckum          | TE    | Wisconsin               | Big Ten    |
| 4    | 101    | Dallas Cowboys       | Stephen McGee          | QB    | Texas A&M               | Big 12     |
| 4    | 102    | Kansas City Chiefs   | Donald Washington      | CB    | Ohio State              | Big Ten    |
| 4    | 103    | St. Louis Rams       | Darell Scott           | DT    | Clemson                 | ACC        |
| 4    | 104    | Cleveland Browns     | Kaluka Maiava          | LB    | USC                     | Pac-10     |
| 4    | 105    | Chicago Bears        | Henry Melton†          | DE    | Texas                   | Big 12     |
| 4    | 106    | Cincinnati Bengals   | Jonathan Luigs         | C     | Arkansas                | SEC        |
| 4    | 107    | Jacksonville Jaguars | Mike Thomas            | WR    | Arizona                 | Pac-10     |
| 4    | 108    | Miami Dolphins       | Brian Hartline         | WR    | Ohio State              | Big Ten    |
| 4    | 109    | Green Bay Packers    | T.J. Lang              | OT    | Eastern Michigan        | MAC        |
| 4    | 110    | Dallas Cowboys       | Victor Butler          | DE    | Oregon State            | Pac-10     |
| 4    | 111    | Carolina Panthers    | Mike Goodson           | RB    | Texas A&M               | Big 12     |
| 4    | 112    | Houston Texans       | Glover Quin            | S     | New Mexico              | MWC        |
| 4    | 113    | San Diego Chargers   | Vaughn Martin          | DT    | Western Ontario         | OUA        |
| 4    | 114    | Denver Broncos       | David Bruton           | S     | Notre Dame              | Ind.       |
| 4    | 115    | Detroit Lions        | Sammie Lee Hill        | DT    | Stillman                | SIAC       |
| 4    | 116    | New Orleans Saints   | Chip Vaughn            | S     | Wake Forest             | ACC        |
| 4    | 117    | Tampa Bay Buccaneers | Kyle Moore             | DE    | USC                     | Pac-10     |
| 4    | 118    | New Orleans Saints   | Stanley Arnoux         | LB    | Wake Forest             | ACC        |
| 4    | 119    | Chicago Bears        | D.J. Moore             | CB    | Vanderbilt              | SEC        |
| 4    | 120    | Dallas Cowboys       | Brandon Williams       | DE    | Texas Tech              | Big 12     |
| 4    | 121    | Buffalo Bills        | Shawn Nelson           | TE    | Southern Miss           | C-USA      |
| 4    | 122    | Houston Texans       | Anthony Hill           | TE    | NC State                | ACC        |
| 4    | 123    | New England Patriots | Rich Ohrnberger        | G     | Penn State              | Big Ten    |
| 4    | 124    | Oakland Raiders      | Louis Murphy           | WR    | Florida                 | SEC        |
| 4    | 125    | Atlanta Falcons      | Lawrence Sidbury       | DE    | Richmond                | CAA        |
| 4    | 126    | Oakland Raiders      | Slade Norris           | DE    | Oregon State            | Pac-10     |
| 4    | 127    | Indianapolis Colts   | Austin Collie          | WR    | BYU                     | MWC        |
| 4    | 128    | Carolina Panthers    | Tony Fiammetta         | FB    | Syracuse                | Big East   |
| 4    | 129    | New York Giants      | Andre Brown            | RB    | NC State                | ACC        |
| 4    | 130    | Tennessee Titans     | Gerald McRath          | LB    | Southern Miss           | C-USA      |
| 4    | 131    | Arizona Cardinals    | Greg Toler             | CB    | St. Paul's College (VA) | CIAA       |
| 4    | 132    | Denver Broncos       | Seth Olsen             | OT    | Iowa                    | Big Ten    |
| 4*   | 133    | San Diego Chargers   | Tyronne Green          | G     | Auburn                  | SEC        |
| 4*   | 134    | San Diego Chargers   | Gartrell Johnson       | RB    | Colorado State          | MWC        |
| 4*   | 135    | Tennessee Titans     | Troy Kropog            | OT    | Tulane                  | C-USA      |
| 4*   | 136    | Indianapolis Colts   | Terrance Taylor        | DT    | Michigan                | Big Ten    |
| 5    | 137    | Baltimore Ravens     | Jason Phillips         | LB    | TCU                     | MWC        |
| 5    | 138    | Atlanta Falcons      | William Middleton      | CB    | Furman                  | SoCon      |
| 5    | 139    | Kansas City Chiefs   | Colin Brown            | OT    | Missouri                | Big 12     |
| 5    | 140    | Chicago Bears        | Johnny Knox†           | WR    | Abilene Christian       | LSC        |
| 5    | 141    | Denver Broncos       | Kenny McKinley         | WR    | South Carolina          | SEC        |
| 5    | 142    | Cincinnati Bengals   | Kevin Huber            | P     | Cincinnati              | Big East   |
| 5    | 143    | Dallas Cowboys       | DeAngelo Smith         | CB    | Cincinnati              | Big East   |
| 5    | 144    | Jacksonville Jaguars | Jarett Dillard         | WR    | Rice                    | C-USA      |
| 5    | 145    | Green Bay Packers    | Quinn Johnson          | FB    | LSU                     | SEC        |
| 5    | 146    | San Francisco 49ers  | Scott McKillop         | LB    | Pittsburgh              | Big East   |
| 5    | 147    | Buffalo Bills        | Nic Harris             | S     | Oklahoma                | Big 12     |
| 5    | 148    | San Diego Chargers   | Brandon Hughes         | CB    | Oregon State            | Pac-10     |
| 5    | 149    | Baltimore Ravens     | Davon Drew             | TE    | East Carolina           | C-USA      |
| 5    | 150    | Minnesota Vikings    | Jasper Brinkley        | LB    | South Carolina          | SEC        |
| 5    | 151    | New York Giants      | Rhett Bomar            | QB    | Sam Houston St.         | Southland  |
| 5    | 152    | Houston Texans       | James Casey            | TE    | Rice                    | C-USA      |
| 5    | 153    | Philadelphia Eagles  | Cornelius Ingram       | TE    | Florida                 | SEC        |
| 5    | 154    | Chicago Bears        | Marcus Freeman         | LB    | Ohio State              | Big Ten    |
| 5    | 155    | Tampa Bay Buccaneers | Xavier Fulton          | OT    | Illinois                | Big Ten    |
| 5    | 156    | Atlanta Falcons      | Garrett Reynolds       | OT    | North Carolina          | ACC        |
| 5    | 157    | Philadelphia Eagles  | Macho Harris           | CB    | Virginia Tech           | ACC        |
| 5    | 158    | Washington Redskins  | Cody Glenn             | LB    | Nebraska                | Big 12     |
| 5    | 159    | Philadelphia Eagles  | Fenuki Tupou           | OT    | Oregon                  | Pac-10     |
| 5    | 160    | St. Louis Rams       | Brooks Foster          | WR    | North Carolina          | ACC        |
| 5    | 161    | Miami Dolphins       | John Nalbone           | TE    | Monmouth                | NEC        |
| 5    | 162    | Green Bay Packers    | Jamon Meredith         | OT    | South Carolina          | SEC        |
| 5    | 163    | Carolina Panthers    | Duke Robinson          | G     | Oklahoma                | Big 12     |
| 5    | 164    | New Orleans Saints   | Thomas Morstead†       | P     | SMU                     | C-USA      |
| 5    | 165    | Miami Dolphins       | Chris Clemons          | S     | Clemson                 | ACC        |
| 5    | 166    | Dallas Cowboys       | Michael Hamlin         | S     | Clemson                 | ACC        |
| 5    | 167    | Arizona Cardinals    | Herman Johnson         | G     | LSU                     | SEC        |
| 5    | 168    | Pittsburgh Steelers  | Joe Burnett            | CB    | UCF                     | C-USA      |
| 5*   | 169    | Pittsburgh Steelers  | Frank Summers          | RB    | UNLV                    | MWC        |
| 5*   | 170    | New England Patriots | George Bussey          | G     | Louisville              | Big East   |
| 5*   | 171    | San Francisco 49ers  | Nate Davis             | QB    | Ball State              | MAC        |
| 5*   | 172    | Dallas Cowboys       | David Buehler          | K     | USC                     | Pac-10     |
| 5*   | 173    | Tennessee Titans     | Javon Ringer           | RB    | Michigan State          | Big Ten    |
| 6    | 174    | Denver Broncos       | Tom Brandstater        | QB    | Fresno State            | WAC        |
| 6    | 175    | Kansas City Chiefs   | Quinten Lawrence       | WR    | McNeese State           | Southland  |
| 6    | 176    | Atlanta Falcons      | Spencer Adkins         | LB    | Miami (FL)              | ACC        |
| 6    | 177    | Cleveland Browns     | Don Carey              | CB    | Norfolk State           | MEAC       |
| 6    | 178    | Seattle Seahawks     | Mike Teel              | QB    | Rutgers                 | Big East   |
| 6    | 179    | Cincinnati Bengals   | Morgan Trent           | CB    | Michigan                | Big Ten    |
| 6    | 180    | Jacksonville Jaguars | Zach Miller            | TE    | Nebraska–Omaha          | MIAA       |
| 6    | 181    | Miami Dolphins       | Andrew Gardner         | OT    | Georgia Tech            | ACC        |
| 6    | 182    | Green Bay Packers    | Jarius Wynn            | DE    | Georgia                 | SEC        |
| 6    | 183    | Buffalo Bills        | Keith Robinson         | CB    | USC                     | Pac-10     |
| 6    | 184    | San Francisco 49ers  | Bear Pascoe            | TE    | Fresno State            | WAC        |
| 6    | 185    | Baltimore Ravens     | Cedric Peerman         | RB    | Virginia                | ACC        |
| 6    | 186    | Washington Redskins  | Robert Henson          | LB    | TCU                     | MWC        |
| 6    | 187    | Green Bay Packers    | Brandon Underwood      | CB    | Cincinnati              | Big East   |
| 6    | 188    | Houston Texans       | Brice McCain           | CB    | Utah                    | MWC        |
| 6    | 189    | San Diego Chargers   | Kevin Ellison          | S     | USC                     | Pac-10     |
| 6    | 190    | Chicago Bears        | Al Afalava             | S     | Oregon State            | Pac-10     |
| 6    | 191    | Cleveland Browns     | Coye Francies          | CB    | San Jose State          | WAC        |
| 6    | 192    | Detroit Lions        | Aaron Brown            | RB    | TCU                     | MWC        |
| 6    | 193    | New York Jets        | Matt Slauson           | G     | Nebraska                | Big 12     |
| 6    | 194    | Philadelphia Eagles  | Brandon Gibson         | WR    | Washington State        | Pac-10     |
| 6    | 195    | Cleveland Browns     | James Davis            | RB    | Clemson                 | ACC        |
| 6    | 196    | St. Louis Rams       | Keith Null             | QB    | West Texas A&M          | LSC        |
| 6    | 197    | Dallas Cowboys       | Stephen Hodge          | S     | TCU                     | MWC        |
| 6    | 198    | New England Patriots | Jake Ingram            | LS    | Hawaiʻi                 | WAC        |
| 6    | 199    | Oakland Raiders      | Stryker Sulak          | DE    | Missouri                | Big 12     |
| 6    | 200    | New York Giants      | DeAndre Wright         | CB    | New Mexico              | MWC        |
| 6    | 201    | Indianapolis Colts   | Curtis Painter         | QB    | Purdue                  | Big Ten    |
| 6    | 202    | Oakland Raiders      | Brandon Myers          | TE    | Iowa                    | Big Ten    |
| 6    | 203    | Tennessee Titans     | Jason McCourty         | CB    | Rutgers                 | Big East   |
| 6    | 204    | Arizona Cardinals    | Will Davis             | DE    | Illinois                | Big Ten    |
| 6    | 205    | Pittsburgh Steelers  | Ra'Shon Harris         | DT    | Oregon                  | Pac-10     |
| 6*   | 206    | Tennessee Titans     | Dominique Edison       | WR    | Stephen F. Austin       | Southland  |
| 6*   | 207    | New England Patriots | Myron Pryor            | DT    | Kentucky                | SEC        |
| 6*   | 208    | Dallas Cowboys       | John Phillips          | TE    | Virginia                | ACC        |
| 6*   | 209    | Cincinnati Bengals   | Bernard Scott          | RB    | Abilene Christian       | LSC        |
| 7    | 210    | Atlanta Falcons      | Vance Walker           | DT    | Georgia Tech            | ACC        |
| 7    | 211    | St. Louis Rams       | Chris Ogbonnaya        | RB    | Texas                   | Big 12     |
| 7    | 212    | Kansas City Chiefs   | Javarris Williams      | RB    | Tennessee State         | OVC        |
| 7    | 213    | Philadelphia Eagles  | Paul Fanaika           | G     | Arizona State           | Pac-10     |
| 7    | 214    | Miami Dolphins       | J.D. Folsom            | LB    | Weber State             | Big Sky    |
| 7    | 215    | Cincinnati Bengals   | Fui Vakapuna           | RB    | BYU                     | MWC        |
| 7    | 216    | Carolina Panthers    | Captain Munnerlyn      | CB    | South Carolina          | SEC        |
| 7    | 217    | Tampa Bay Buccaneers | E.J. Biggers           | CB    | Western Michigan        | MAC        |
| 7    | 218    | Green Bay Packers    | Brad Jones             | LB    | Colorado                | Big 12     |
| 7    | 219    | San Francisco 49ers  | Curtis Taylor          | S     | LSU                     | SEC        |
| 7    | 220    | Buffalo Bills        | Ellis Lankster         | CB    | West Virginia           | Big East   |
| 7    | 221    | Washington Redskins  | Eddie Williams         | TE    | Idaho                   | WAC        |
| 7    | 222    | Indianapolis Colts   | Pat McAfee†            | P     | West Virginia           | Big East   |
| 7    | 223    | Houston Texans       | Troy Nolan             | S     | Arizona State           | Pac-10     |
| 7    | 224    | San Diego Chargers   | Demetrius Byrd         | WR    | LSU                     | SEC        |
| 7    | 225    | Denver Broncos       | Blake Schlueter        | C     | TCU                     | MWC        |
| 7    | 226    | Pittsburgh Steelers  | A. Q. Shipley          | C     | Penn State              | Big Ten    |
| 7    | 227    | Dallas Cowboys       | Mike Mickens           | CB    | Cincinnati              | Big East   |
| 7    | 228    | Detroit Lions        | Lydon Murtha           | OT    | Nebraska                | Big 12     |
| 7    | 229    | Dallas Cowboys       | Manuel Johnson         | WR    | Oklahoma                | Big 12     |
| 7    | 230    | Philadelphia Eagles  | Moise Fokou            | LB    | Maryland                | ACC        |
| 7    | 231    | Minnesota Vikings    | Jamarca Sanford        | S     | Ole Miss                | SEC        |
| 7    | 232    | New England Patriots | Julian Edelman         | WR    | Kent State              | MAC        |
| 7    | 233    | Tampa Bay Buccaneers | Sammie Stroughter      | WR    | Oregon State            | Pac-10     |
| 7    | 234    | New England Patriots | Darryl Richard         | DT    | Georgia Tech            | ACC        |
| 7    | 235    | Detroit Lions        | Zack Follett           | LB    | California              | Pac-10     |
| 7    | 236    | Indianapolis Colts   | Jaimie Thomas          | OT    | Maryland                | ACC        |
| 7    | 237    | Kansas City Chiefs   | Jake O'Connell         | TE    | Miami (OH)              | MAC        |
| 7    | 238    | New York Giants      | Stoney Woodson         | CB    | South Carolina          | SEC        |
| 7    | 239    | Tennessee Titans     | Ryan Durand            | G     | Syracuse                | Big East   |
| 7    | 240    | Arizona Cardinals    | LaRod Stephens-Howling | RB    | Pittsburgh              | Big East   |
| 7    | 241    | Pittsburgh Steelers  | David Johnson          | TE    | Arkansas State          | Sun Belt   |
| 7*   | 242    | Tennessee Titans     | Nick Schommer          | S     | North Dakota State      | MVFC       |
| 7*   | 243    | Washington Redskins  | Marko Mitchell         | WR    | Nevada                  | WAC        |
| 7*   | 244    | San Francisco 49ers  | Ricky Jean-Francois    | DT    | LSU                     | SEC        |
| 7*   | 245    | Seattle Seahawks     | Courtney Greene        | S     | Rutgers                 | Big East   |
| 7*   | 246    | Chicago Bears        | Lance Louis            | G     | San Diego State         | MWC        |
| 7*   | 247    | Seattle Seahawks     | Nick Reed              | DE    | Oregon                  | Pac-10     |
| 7*   | 248    | Seattle Seahawks     | Cameron Morrah         | TE    | California              | Pac-10     |
| 7*   | 249    | Cincinnati Bengals   | Clinton McDonald       | DE    | Memphis                 | C-USA      |
| 7*   | 250    | Jacksonville Jaguars | Rashad Jennings        | RB    | Liberty                 | Big South  |
| 7*   | 251    | Chicago Bears        | Derek Kinder           | WR    | Pittsburgh              | Big East   |
| 7*   | 252    | Cincinnati Bengals   | Freddie Brown          | WR    | Utah                    | MWC        |
| 7*   | 253    | Jacksonville Jaguars | Tiquan Underwood       | WR    | Rutgers                 | Big East   |
| 7*   | 254    | Arizona Cardinals    | Trevor Canfield        | G     | Cincinnati              | Big East   |
| 7^   | 255    | Detroit Lions        | Dan Gronkowski         | TE    | Maryland                | ACC        |
| 7^   | 256    | Kansas City Chiefs   | Ryan Succop            | K     | South Carolina          | SEC        |